# Alain Sikorski

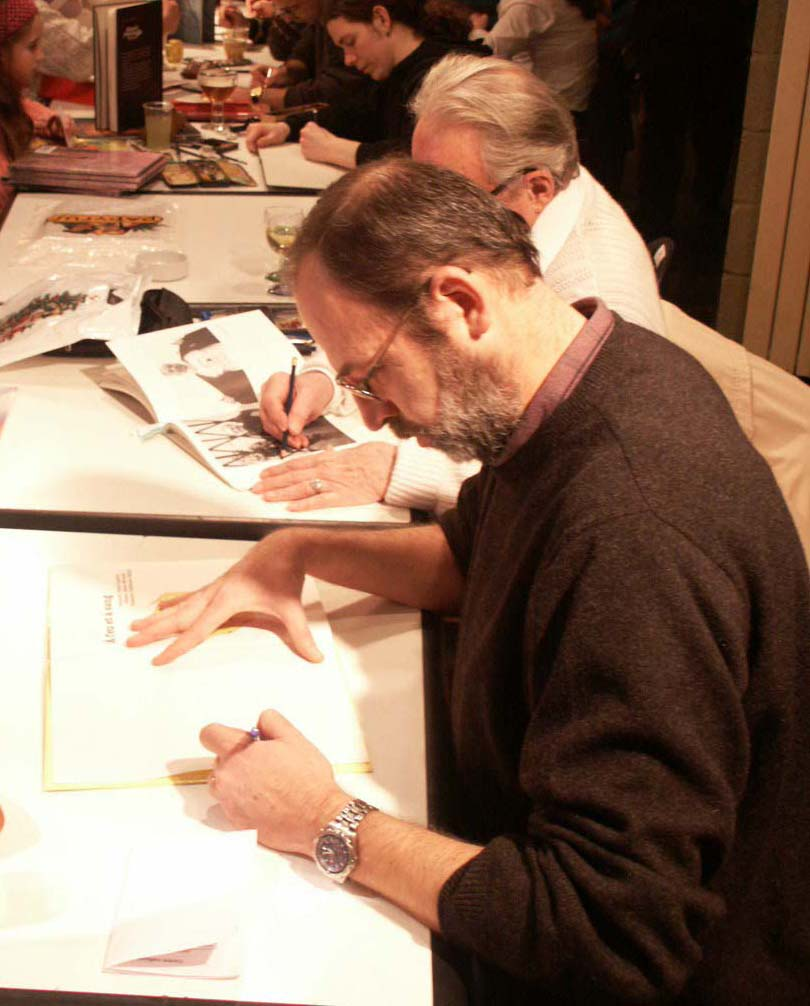
Alain Sikorski, 2003

Alain Sikorski (* 3. Februar 1959 in Lüttich; † 20. Januar 2025) war ein belgischer Comiczeichner.

## Leben
Der Sohn eines polnischen Vaters und einer belgischen Mutter verbrachte die ersten sechzehn Jahre seines Lebens in Teheran. Nach einer Ausbildung im Druckereiwesen und der Ableistung seines Wehrdienstes an einem Standort in Deutschland arbeitete er drei Jahre in der Werbebranche. Nach einem gescheiterten Versuch, sich mit einem eigenen Studio selbständig zu machen, fing er Ende der 1980er Jahre an, Comics zu zeichnen.
Dank eines Auftrags eines Lütticher Stahlwerks, trockene Unfallberichte durch humorvolle Bilder zu illustrieren, hatte er Geschmack am Zeichnen von Bildergeschichten gefunden. Anfang der 1990er Jahre erhielt er eine telefonische Anfrage des Comictexters Denis Lapière, der ihm vorschlug, gemeinsam die bis dahin von Will und Stephen Desberg betreute Serie Tif et Tondu (dt.: Harry und Platte) fortzuführen. Sikorski akzeptierte, und in den Folgejahren zeichnete er für die Serie insgesamt sechs Kurzgeschichten und fünf albenlange Abenteuer zu Szenarien von Lapière.
Als die Traditionsreihe, die seit 1938 im Spirou-Magazin erschienen war, im Jahr 1997 eingestellt wurde, entschied sich das Duo Sikorski/Lapière, die gemeinsame Zusammenarbeit fortzuführen und sich künftig an einer eigenen Serie zu versuchen. Die im Jahr 2000 gestartete Detektiv-Reihe La Clé du Mystère ist ein ehrgeiziges Projekt, orientiert an den „Whodunits“ der 1930er Jahre, in denen der Leser versuchen kann, anhand der in die Geschichte eingebauten Indizien den Mörder zu ermitteln, bevor die Helden Alex und Keli das Geheimnis entschlüsseln. Bis 2005 erschienen fünf Alben der Serie. Anschließend zeichnete Sikorski für Spirou von 2007 bis 2012 den Funny Garage Isidore, der komische Erlebnisse um eine Autowerkstatt beinhaltet.
In deutscher Übersetzung liegen von seinen Arbeiten derzeit zwei Kurzgeschichten mit Harry und Platte vor.